# Kumba japonica
Kumba japonica es una especie de pez de la familia Macrouridae en el orden de los Gadiformes.

## Morfología
• Los machos pueden llegar alcanzar los 17,6 cm de longitud total.

## Hábitat
Es un pez de aguas profundas que vive entre 550-710 m de profundidad.

## Distribución geográfica
Se encuentra al sur del Japón y al suroeste de Taiwán.